# Frederic Gironella i Ferrer
Frederic Gironella i Ferrer (Figueres 19 de gener del 1869 - Barcelona 23 d'abril del 1948) fou un escriptor i periodista. Publicà una sèrie d'articles al diari El Ampurdanés i d'entre aquests, prenen una especial rellevància aquells els que criticà a la monarquia perquè li costà la presó durant 45 dies i posteriorment l'exili durant dos anys i mig a França.

## Obres
És autor dels llibres:
- Coses de l'Empordà. Records de Figueres, 1923[1]
- Nova guia de Montserrat per a pelegrins i excursionistes. Cops d'ull a la "muntanya catalana", 1919
- Renadiues versos i prosa originals, 1927